# Ammophila separanda
Ammophila separanda là một loài côn trùng cánh màng trong họ Sphecidae, thuộc chi Ammophila. Loài này được F. Morawitz miêu tả khoa học đầu tiên năm 1891.